# 156
El año 156 (CLVI) fue un año bisiesto comenzado en miércoles del calendario juliano, en vigor en aquella fecha.
En el Imperio romano el año fue nombrado el del consulado de Silvano y Augurino, o menos frecuentemente, como el 909 ab urbe condita, siendo su denominación como 156 a principios de la Edad Media, al establecerse el anno Domini.

## Acontecimientos
- Aparece el heresiarca Montano por vez primera en Ardaban (Misia).

## Fallecimientos
- Policarpo de Esmirna.